# Parsley, Sage, Rosemary and Thyme
Albums de Simon and Garfunkel
Sounds of Silence
(1966) The Graduate
(1968)
Singles
1. Homeward Bound
Sortie : février 1966
2. The Dangling Conversation
Sortie : septembre 1966
3. Scarborough Fair/Canticle
Sortie : février 1968

Parsley, Sage, Rosemary and Thyme est le troisième album du duo américain de folk rock Simon and Garfunkel. Il est sorti en 1966 sur le label Columbia Records.
Insatisfaits de leur deuxième album, Sounds of Silence, enregistré en hâte à la demande de leur maison de disques, Paul Simon et Art Garfunkel ont la possibilité de passer davantage de temps sur le suivant et de laisser libre cours à leur perfectionnisme. Il se compose principalement de chansons écrites par Simon durant son séjour en Angleterre en 1965, dont les paroles abordent des thèmes comme l'amour et l'aliénation, mais aussi des sujets d'actualité.
À sa sortie, Parsley, Sage, Rosemary and Thyme se classe no 4 des ventes aux États-Unis. Les singles Homeward Bound, The Dangling Conversation et Scarborough Fair/Canticle figurent également dans le hit-parade américain. Il est considéré a posteriori comme le premier grand album de la discographie du duo.

## Histoire

### Enregistrement

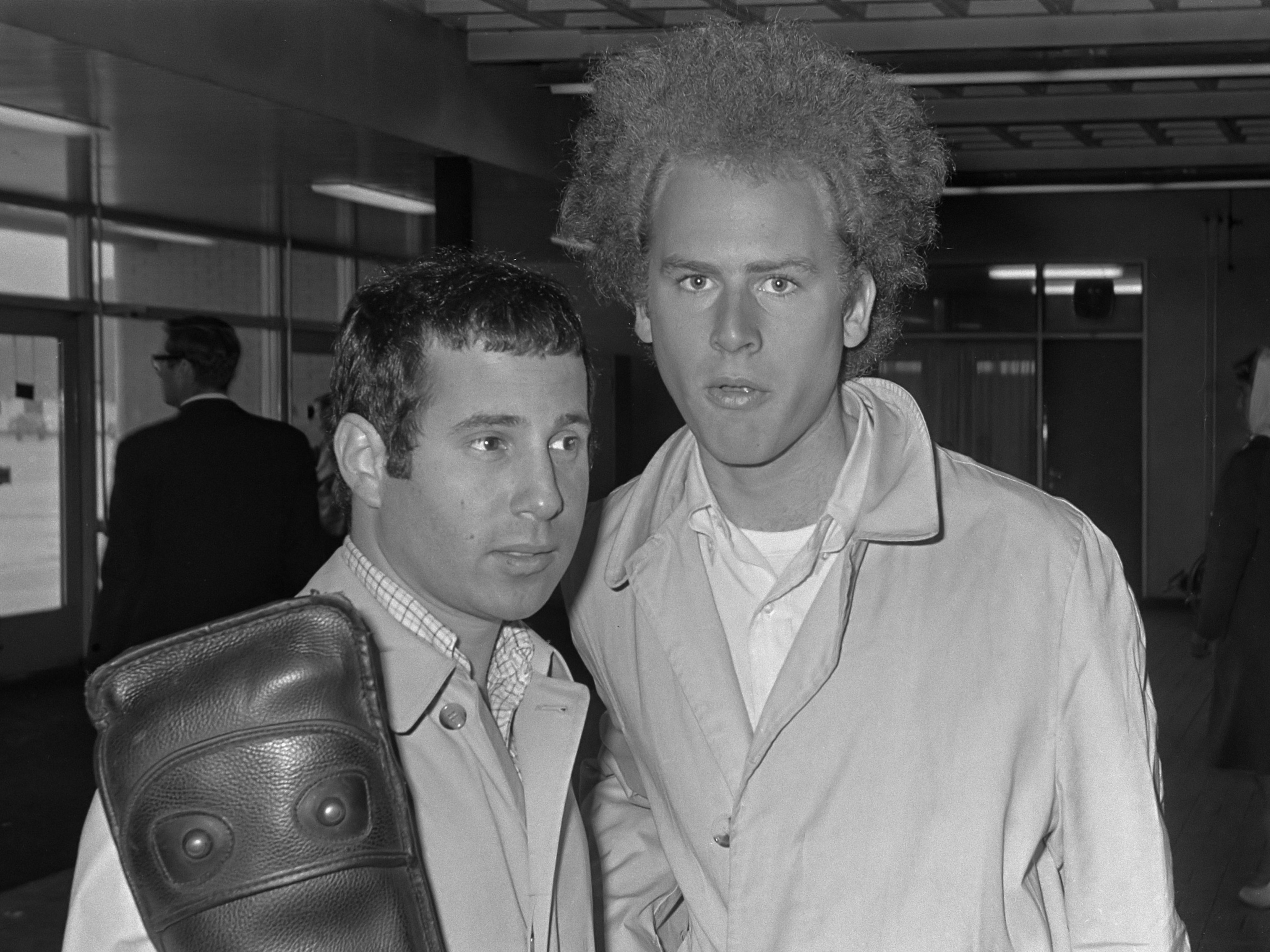
Paul Simon et Art Garfunkel à l'aéroport d'Amsterdam-Schiphol en juin 1966.

La maison de disques Columbia Records accorde quatre mois à Paul Simon et Art Garfunkel pour enregistrer leur troisième album en duo. Ils bénéficient ainsi d'une liberté de création accrue par rapport à leur précédent disque, Sounds of Silence, assemblé en hâte après le succès inattendu de la version électrique de la chanson The Sound of Silence. Ils ont l'occasion d'utiliser un magnétophone à huit pistes, ce qui leur permet d'enregistrer séparément la voix de Paul Simon et sa guitare acoustique.
La majeure partie de Parsley, Sage, Rosemary and Thyme est enregistrée en l'espace d'une semaine en juin 1966, avec une séance supplémentaire le 26 juillet pour Scarborough Fair/Canticle et deux en août, le 16 pour The 59th Street Bridge Song (Feelin' Groovy) et le 22 pour For Emily, Whenever I May Find Her et 7 O'Clock News/Silent Night. Le duo suit de près l'enregistrement de Scarborough Fair/Canticle et son mixage par Roy Halee, au point que Garfunkel estime que c'est à ce moment-là qu'ils ont commencé à endosser un rôle de producteurs.
Parsley, Sage, Rosemary and Thyme est complété par deux morceaux enregistrés en décembre 1965, pendant les séances de Sounds of Silence : Homeward Bound et Flowers Never Bend with the Rainfall. Ces deux morceaux ne sont pas inédits : le premier est sorti en single en février 1966 et le second, en face B du single I Am a Rock en mai de la même année.

### Parution et accueil
Parsley, Sage, Rosemary and Thyme est publié le 24 octobre 1966 par Columbia Records, après une série de concerts à guichets fermés pour Simon et Garfunkel sur les campus américains. Ils reprennent leur tournée des universités onze jours plus tard et développent une image bien particulière, à la fois poétique et étrange. Leur imprésario Mort Lewis contribue à cette perception par le grand public en refusant toutes les offres de passages à la télévision, sauf celles qui leur permettent de jouer toute une série de chansons sans interruption ou celles qui leur permettent de choisir les chansons qu'ils vont jouer.
L'album se classe no 4 des ventes aux États-Unis et no 13 au Royaume-Uni. Il est certifié triple disque de platine dans son pays d'origine pour trois millions d'exemplaires vendus. En 2003 (ainsi que dans la version révisée de 2012), le magazine Rolling Stone place l'album en 202e position de sa liste des 500 plus grands albums de tous les temps. Il est également cité dans l'ouvrage de référence de Robert Dimery Les 1001 albums qu'il faut avoir écoutés dans sa vie.

## Caractéristiques artistiques
Parsley, Sage, Rosemary and Thyme se compose en grande partie de chansons écrites par Paul Simon durant son séjour en Angleterre en 1965. En effet, il éprouve de grandes difficultés à écrire en étant pris dans le cycle des concerts, interviews et autres démarches promotionnelles, et sa nouvelle célébrité le met mal à l'aise. Sur les douze chansons de l'album, trois sont des versions réenregistrées de morceaux parus sur The Paul Simon Songbook, son premier album solo : Patterns, Flowers Never Bend with the Rainfall et A Simple Desultory Philippic. Canticle, chanson antiguerre entrelacée avec la reprise de la chanson traditionnelle Scarborough Fair, provient également de cet album, où elle s'intitulait The Side of a Hill.
Musicalement, Parsley, Sage, Rosemary and Thyme offre des contrastes marqués d'une chanson à l'autre. Scarborough Fair, qui ouvre l'album et lui donne son titre, est une ballade aux arrangements délicats de guitare acoustique, de carillons et de clavecin. Elle est suivie de Patterns, un morceau au rythme soutenu qui se distingue par sa basse syncopée et ses bongos frénétiques, mais dont la partie de guitare reste presque identique à celle de la version solo de Simon. Description des errances d'un autostoppeur dans le nord de la Californie, Cloudy est une chanson enjouée qui se rapproche du jazz.
La mélancolie de Homeward Bound pourrait refléter, selon le biographe Marc Eliot, les sentiments de Simon vis-à-vis de l'échec de sa relation avec sa petite amie Kathy Chitty. Le contraste est fort avec les paroles satiriques et l'accompagnement électrique et psychédélique de The Big Bright Green Pleasure Machine (en) qui suit. La première face du 33 tours s'achève sur une vignette insouciante, The 59th Street Bridge Song (Feelin' Groovy) (en), construite sur une variation autour de deux mesures en ostinato.
The Dangling Conversation, qui ouvre la deuxième face, décrit une relation amoureuse à l'agonie. Garfunkel n'aime pas ce morceau qu'il juge trop prétentieux. Il est suivi de Flowers Never Bend with the Rainfall, une nouvelle version d'une chanson parue sur The Paul Simon Songbook au son presque bluegrass. Simon s'amuse ensuite à imiter la voix et le jeu d'harmonica de Bob Dylan sur A Simple Desultory Philippic (en), morceau aux paroles sardoniques qui s'en prennent à la culture populaire du moment.
For Emily, Whenever I May Find Her est une ballade dépouillée où la voix réverbérée de Garfunkel n'est accompagnée que d'une guitare acoustique à douze cordes. Alors que Simon passe souvent plusieurs mois à écrire ses chansons, For Emily ne lui a demandé qu'une seule nuit de travail. Suit un morceau humoristique, A Poem on the Underground Wall, dédié à un homme occupé à écrire des graffitis sur les murs du métro new-yorkais. L'album se conclut sur 7 O'Clock News/Silent Night (en), un collage sur lequel le duo chante Douce nuit, sainte nuit en même temps qu'un bulletin d'information (interprété par le présentateur de radio Charlie O'Donnell (en)) rapporte les dernières nouvelles. L'ironie naît de la juxtaposition de la tendresse sentimentale du chant de Noël et des actualités pleines de mort et de violence.

## Fiche technique

### Titres
Toutes les chansons sont écrites et composées par Paul Simon, sauf mention contraire.
| 1. | Scarborough Fair/Canticle                         | traditionnel arrangé par Simon et Garfunkel | 3:10 |
| 2. | Patterns (en)                                     |                                             | 2:42 |
| 3. | Cloudy (en)                                       | Paul Simon, Bruce Woodley (en)              | 2:10 |
| 4. | Homeward Bound                                    |                                             | 2:30 |
| 5. | The Big Bright Green Pleasure Machine (en)        |                                             | 2:44 |
| 6. | The 59th Street Bridge Song (Feelin' Groovy) (en) |                                             | 1:43 |

| 7.  | The Dangling Conversation                                                          |                                 | 2:37 |
| 8.  | Flowers Never Bend with the Rainfall                                               |                                 | 2:10 |
| 9.  | A Simple Desultory Philippic (or How I Was Robert McNamara'd into Submission) (en) |                                 | 2:12 |
| 10. | For Emily, Whenever I May Find Her                                                 |                                 | 2:04 |
| 11. | A Poem on the Underground Wall                                                     |                                 | 1:52 |
| 12. | 7 O'Clock News/Silent Night (en)                                                   | Joseph Mohr, Franz Xaver Gruber | 2:01 |

La réédition CD de 2001 inclut deux titres bonus.
| 13. | Patterns (démo en mono inédite)                       |  | 2:53 |
| 14. | A Poem on the Underground Wall (démo en mono inédite) |  | 2:02 |

### Musiciens

#### Simon & Garfunkel
- Paul Simon : chant, guitare acoustique ; harmonica sur A Simple Desultory Philippic (or How I Was Robert McNamara'd into Submission)
- Art Garfunkel : chant ; piano sur 7 O'Clock News/Silent Night

#### Musiciens supplémentaires
- Joe South : guitare
- Hal Blaine : batterie
- Carol Kaye : basse sur Scarborough Fair/Canticle et Homeward Bound
- John Meszar : clavecin sur Scarborough Fair/Canticle
- Eugene Wright : contrebasse sur The 59th Street Bridge Song (Feelin' Groovy)
- Joe Morello : batterie sur The 59th Street Bridge Song (Feelin' Groovy)
- Charlie O'Donnell (en) : voix sur 7 O'Clock News/Silent Night

### Équipe de production
- Bob Johnston : producteur
- Roy Halee (en) : producteur, ingénieur du son
- Bob Cato (en) : photographie

### Classements et certifications
| Classement                    | Meilleure position |
| ----------------------------- | ------------------ |
| États-Unis (Billboard 200)    | 4                  |
| Royaume-Uni (UK Albums Chart) | 13                 |

| Pays              | Certification | Date             | Ventes certifiées |
| ----------------- | ------------- | ---------------- | ----------------- |
| États-Unis (RIAA) | 3 × Platine   | 21 novembre 1986 | 3 000 000         |